# The Fray
The Fray é uma banda de rock norte-americana fundada em Denver, Colorado. Formada em 2002 pelos colegas de escola Isaac Slade e Joe King, eles lançaram seu primeiro álbum de estúdio intitulado How to Save a Life em 2005. O primeiro hit da banda foi o single "How to Save a Life", que chegou a terceira posição na Billboard Hot 100 e entrou no top 5 no Canada, na Austrália, na Irlanda, na Suécia e no Reino Unido. The Fray também ganhou repercusão nos Estados Unidos com "Over My Head (Cable Car)" e "You Found Me", sendo que esta última ficou no top 15 na América do Norte. How to Save a Life foi certicidado multi-platinado pela RIAA e também recebeu a certificação de platina na Austrália e na Nova Zelândia. Em 23 de novembro de 2008, The Fray fez uma apresentação no American Music Awards.

## História

### 2002: O começo
Na primavera de 2002, os ex-colegas de escola Isaac Slade e Joe King se reecontram e começam a escrever algumas canções. Isaac e Joe mais tarde se juntariam a Zach Johnson na bateria e o irmão de Slade, Caleb, no baixo, e a banda assim é formada. Caleb foi o primeiro (e único oficial) baixista da banda mas mais tarde ele pediu para sair. A saída de Caleb causou um mal-estar entre ele e Isaac, o que o inspiraria a escrever a canção "Over My Head (Cable Car)", que fala sobre a relação entre irmãos. Logo em seguida, Johnson também deixou a banda para ir estudar Arte em Nova Iorque.
Ben Wysocki, um antigo amigo de Isaac Slade, se tornou então o baterista de The Fray. Mais tarde, Dave Welsh, que também era antigo amigo de Slade e Wysocki, se juntou a banda. Enquanto a banda não tinha um baixista oficial, Jeremy McCoy passou a tocar o baixo para a banda desde março de 2009. Antes de McCoy se juntar a eles, Dan Lavery da banda Tonic foi o baixista durante as turnês de março de 2007 até fevereiro de 2009. E antes de Lavery, Jimmy Stofer, membro da banda Hello Kavita, foi o baixista de 2005 até fevereiro de 2007.
A banda escolheu o nome "The Fray" quando alguém sugeriu esse nome durante um baile na faculdade de Caleb Slade. Os membros da banda primeiro afirmaram que eles acharam o nome se encaixou bem porque eles frequentemente brigavam sobre a composição das letras de suas canções. Contudo, eles passaram a afirmar que a banda esta sempre de bem enquanto compões sua música, sempre compreedendo a contribuição de cada membro.
Em 2002, a banda lançou um EP chamado Movement, que é um coletânea de quatro canções. Muito poucas cópias foram feitas e ja não está mais disponível para o público. No ano seguinte, outro EP é lançado, chamado Reason.
Apesar das criticas, a banda lutou para lançar um single. A KTCL, uma estação local de rádio em Denver, rejeitou oito músicas que o grupo apresentou antes de levar "Cable Car" até a estação. Esta canção foi então tocada pela rádio KTCL e foi um sucesso entre a audiência.

### 2005–2007:How to Save a Life
No final de 2005, a banda foi votada como "Best New Band" (melhor banda nova) pelos leitores da revista de Denver Westword. A Epic Records conheceu a banda através de um artigo da Westword e despertou interesse do responsável do A&R, Daniel Davis. A Epic Records assinou oficialmente com a banda em 17 de dezembro de 2004 e lançou seu álbum de estreia intitulado How to Save a Life em setembro de 2005. A banda mudou o nome da canção "Cable Car" para "Over My Head (Cable Car)" e ao final de 2005, a canção se tornou a canção mais tocada do ano pela KTCL. A canção foi incluida na trilha sonora do filme Stealth.
Em julho de 2005, The Fray abriu shows para a banda Weezer. Após o encerramento da turnê com o Weezer, a banda passou a abrir shows do Ben Folds. The Fray saiu finalmente em turnê solo em janeiro de 2006, tocando com Mat Kearney e Cary Brothers.
"Over My Head (Cable Car)" entrou no top 40 hit da Modern Rock Tracks no final de 2005 e ficou três semanas neste chart ficando na posição #37. O single ganhou popularidade, entrando nas paradas da Billboard Hot 100 em 25 de fevereiro de 2006. Na Billboard Adult Top 40, o single chegou a posição #2. A canção também ganhou tempo nas radios cristãs e chegou aos Charts Cristão na posição #27.
Enquanto "Over My Head (Cable Car)" continuava a subir nas paradas, "How to Save a Life" apareceu pela primeira vez em um episódeo da série Grey's Anatomy ("Superstition" que foi ao ar em 19 de março de 2006) e depois na série Scrubs no episódio "My Lunch" (25 de abril de 2006). "How to Save a Life", "Look After You", "You Found Me" e "Never Say Never" também apareceram nas séries One Tree Hill e Cold Case. "Look After You" também apareceu no filme Jumper e em um episódio da série Journeyman. Apesar de não ter sido lançado oficialmente como single, "How to Save a Life" entrou na Hot 100 em 15 de abril de 2006. Então ela foi lançada oficialmente como single. Em 18 de agosto de 2006 a canção foi usada para promover a série Grey's Anatomy mais uma vez. A canção acabou recebendo mais de 1 milhão de downloads em seu primeiro ano de vendas. "How to Save a Life" se tornou um grande sucesso internacional, chegando ao topo das paradas na Irlanda e no Canadá. Esta também foi o primeiro grande hit da banda no Reino Unido, chegando ao Top 5 da UK Singles Chart com mais de 200 mil downloads.
Para promover o álbum, The Fray se apresentou em vários shows de TV como o The Tonight Show, The Late Show with David Letterman e Rove Live na Austrália. Eles também lançaram um álbum ao vivo chamado Live at the Electric Factory: Bootleg No. 1 em 18 de julho de 2006. O show foi gravado em 21 de maio de 2006 na Electric Factory na Filadélfia, Pensilvânia. Em 19 de setembro, eles lançaram How to Save a Life como CD/DVD contendo um documentário exclusivo com os bastidores da gravação do álbum.
Em 8 de janeiro de 2007, seu álbum de estreia ja havia vendido mais de 2 milhões de cópias nos Estados Unidos e foi certificado como multi-platinado pela RIAA. O single "Over My Head (Cable Car)" ja havia sido baixado 1.3 milhões de vezes e o single "How to Save a Life" teve 1.2 milhões de downloads. The Fray venceu três prêmios digitais da Billboard Music Awards em 2006, incluindo melhor álbum e canção do ano. Eles também tocaram "How to Save a Life" durante a premiação. Em 7 de dezembro de 2006, a banda foi nomeada a dois prêmios Grammy Awards: Best Pop Performance by a Duo or Group with Vocal com "Over My Head (Cable Car)", & Best Rock Performance by a Duo or Group with Vocal com "How to Save a Life".
A canção "Look After You" foi lançada como terceiro single em janeiro de 2007, chegando a posição n° 59 nas paradas de sucesso. Em 2007, The Fray já havia vendido mais de 150 mil cópias no Reino Unido e na Irlanda do hit "How To Save A Life" em apenas um mês. Em 4 de setembro de 2007, a banda lançou outro álbum ao vivo, Acoustic in Nashville: Bootleg No. 2, que foi gravado em 2006. Este álbum foi, mais tarde, posto a venda apenas no iTunes Music Store em 13 de novembro de 2007.

### 2008—2010:The FrayeChristmas EP
No final de julho de 2008, a banda terminou de gravar seu auto-intitulado álbum (The Fray), que teve seu lançamento oficial em 3 de fevereiro de 2009. Este álbum foi produzido por Aaron Johnson e Mike Flynn, os mesmo que produziram o primeiro álbum do grupo. The Fray filmou então, em Chicago, o primerio single do novo disco, "You Found Me", que foi dirigido por Josh Forbes, e estrou na VH1.com em 9 de dezembro de 2008. Um documentário, de nome Fair Fight (Luta Justa), dirigido pelo fotógrafo, documentarista e amigo da banda Rod Blackhurst foi lançado junto com as 300 mil primeiras cópias do segundo álbum. The Fray Estrearam seu primeiro single "You Found Me" em 20 de novembro durante os comerciais da série de TV Grey's Anatomy. Foi apenas um video promocional de um minuto contendo cenas da temporada da série Lost, e foi então disponibilizado no iTunes. A banda se apresentou então no American Music Awards de 2008 em 23 de novembro, e também gravaram uma apresentação acústica do single. O álbum se tornou disponível para pré-venda em 21 de novembro. The Fray também se apresentou no Jimmy Kimmel Live em 17 de dezembro de 2008, e no Good Morning America em 3 de fevereiro de 2009. "You Found Me" foi número um nas paradas australianas por três semanas seguidas.
The Fray alcançou o topo das paradas da Billboard vendendo 179 mil cópias na semana de estreia nos Estados Unidos de seu auto-intitulado LP, The Fray.
Em fevereiro, The Fray escreveu uma canção chamada "Be the One", que foi escrita em um dia e foi lançada como B-side. Eles também rescentemente lançaram um cover de uma canção do Kanye West chamada "Heartless". A cover chegou a perdurar na posição n° 79 da Billboard Hot 100. O video do cover foi lançado mundialmente no iTunes em 11 de agosto de 2009.
Em 14 de março The Fray confirou durante o VH1 Top 20 Video Countdown que o próximo single seria "Never Say Never". Eles filmaram o video clipe da canção e o lançaram via internet em sua página do Myspace em 24 de abril. O video estrou oficialmetne em 5 de maio de 2009. em 30 de maio, o videoclipe estreou na VH1 Top 20 Video Countdown na posição n° 20.
Em fevereiro de 2009, The Fray escreveu uma canção chamada "Be the One". O demo foi liberado oficialmente em novembro daquele ano. A banda também fez um cover da canção "Heartless" de Kanye West. Esta cover chegou a posição #79 da Billboard Hot 100, devido a audiência nas rádios. O video clipe desta canção foi lançado no iTunes em 11 de agosto de 2009. Em 10 de novembro de 2009, eles lançaram uma versão deluxe do álbum auto-autointitulado, The Fray, que contém algumas canções inéditas até então, como "Heartless".
A banda colaborou com Timbaland em seu álbum Shock Value II, que foi lançado em 8 de dezembro de 2009. Eles aparecem na canção "Undertow" que, apesar de não ter sido lançada como single, entrou na chart da Billboard Hot 100 na posição #100, em 28 de novembro de 2009. Em 22 de dezembro, The Fray lançou o EP Christmas, que foi liberado gratuitamente no site oficial da banda. O EP continha cinco acústicos ao vivo de canções de natal.
Em uma entrevista para a MTV, o guitarrista Joe King anunciou que a banda voltaria para o estúdio para gravar seu terceiro álbum no fim de 2010 e que material novo já estaria disponível em 2011.
The Fray apareceu no programa The Tonight Show with Conan O'Brien em 27 de julho de 2009 tocando "Never Say Never".

### 2011—2012:Scars & Stories
O terceiro álbum do The Fray, Scars & Stories, foi produzido por Brendan O'Brien e foi gravado no estúdio Blackbird, em Nashville, Tennessee. Em uma entrevista para o Colorado Daily, Isaac Slade disse o porque da banda ter contratado Brendan O'Brien para produzir o álbum: "Sonoramente, nós queriamos que este álbum soasse como num show ao vivo", citando Pearl Jam e Bruce Springsteen como influências para o disco.
O primeiro single foi a canção "Heartbeat" que foi lançada nas rádios oficialmente em 8 de outubro de 2011 e liberado para download na internet em 11 de outubro pelo iTunes. Este álbum foi lançado em 7 de fevereiro de 2012.

### 2013—2016:Helios
Após o ciclo de shows do Scars & Stories ter encerrado, o vocalista Isaac Slade afirmou que um novo disco seria lançado ainda em 2013.
Em 4 de junho de 2013, o The Fray anunciou que o grupo já estava em estúdio para gravar novas músicas. O primeiro single foi a canção "Love Don't Die", liberado para as rádios em 15 de outubro de 2013 e no iTunes seis dias depois. O quarto álbum de estúdio da banda, intitulado Helios, foi lançado em 25 de fevereiro de 2015. O disco estreou na oitava posição dos mais vendidos nos Estados Unidos, tendo números relativamente piores que seus antecessores. A recepção da crítica foi mista. Em 9 de maio, a banda anunciou via Twitter o lançamento do segundo single do álbum, "Break Your Plans".
Em meados de 2015, a banda se juntou a Matt Nathanson como banda de abertura do Train durante a turnê Picasso at the Wheel Summer Tour. A turnê começou em 21 de maio e terminou em 25 de julho do mesmo ano. A banda também continuou em turnê com Train no final de 2015, até seu último show em Las Vegas em 7 de novembro.

### 2016—2019:Through the Years: The Best of the Fraye hiato
Em 9 de setembro de 2016, o Fray lançou um novo single, "Singing Low", que também está incluído em seu álbum de grandes sucessos, Through the Years: The Best of the Fray, que foi anunciado junto com o lançamento do single. Foi lançado em 4 de novembro de 2016. No final de 2016, a banda saiu em turnê para promover o álbum.
Em julho de 2019, Slade revelou em uma entrevista que a banda faria um hiato depois de cumprir seu contrato de cinco discos com a Epic Records, dizendo que queria se concentrar mais em sua própria liberdade "tocando os shows que queremos e escolhendo".

### 2022—presente: Saída de Slade e retorno da banda
Em 12 de março de 2022, Isaac Slade anunciou que deixaria a banda. Sua apresentação final com a banda ocorreu em 14 de maio de 2022, no Genesee Theatre em Waukegan, Illinois.Slade agora é dono de uma loja de discos no estado de Washington.
Em 25 de julho de 2024, a banda lançou seu primeiro single em oito anos com uma música intitulada "Time Well Wasted" do EP intitulado The Fray Is Back, que foi lançado em 27 de setembro de 2024. É o primeiro lançamento da banda a apresentar o guitarrista Joe King como vocalista principal em tempo integral, tendo contribuído apenas ocasionalmente com vocais principais em álbuns anteriores.

## Integrantes
| - Joe King – guitarra rítmica, backing e vocal principal (2002–presente), baixo (2006–presente, em estúdio) - Dave Welsh – guitarra solo (2003–presente), baixo (2006–presente, em estúdio) - Ben Wysocki – bateria, percussão (2003–presente) - Einar Pedersen – baixo (2017–presente) | - Zach Johnson – bateria (2002–2003) - Caleb Slade – baixo (2002) - Mike Ayars – guitarra solo (2002–2003) - Dan Battenhouse – baixo (2002–2004) - Jimmy Stofer – baixo (2005–2006) - Isaac Slade – vocais, piano (2002–2022) - Dan Lavery – baixo (2006–2009) - Jeremy McCoy – baixo (2009–2014) - Jason Hardin – baixo (2014–2016) |

## Discografia

### Álbuns de estúdio
- How to Save a Life (2005)
- The Fray (2009)
- Scars & Stories (2012)
- Helios (2014)

### EPs
- Movement EP (2002)
- Reason EP (2003)
- iTunes Live from Soho (2009)
- Christmas EP (2009)
- Covers (2012)
- The Fray Is Back (2024)